# Sparkasse Göttingen
Die Sparkasse Göttingen mit Sitz in Göttingen in Niedersachsen ist die älteste öffentlich-rechtliche Sparkasse Deutschlands. Ihr Geschäftsgebiet ist der Landkreis Göttingen abzgl. der Gemeinden, die zu den ehemaligen Landkreisen Duderstadt und Osterode am Harz gehören.
Die Sparkasse Göttingen wies im Geschäftsjahr 2023 eine Bilanzsumme von 4,6 Mrd. Euro aus und verfügte über Kundeneinlagen von 3,463 Mrd. Euro. Gemäß der Sparkassenrangliste 2023 liegt sie nach Bilanzsumme auf Rang 105. Sie unterhält 28 Filialen/Selbstbedienungsstandorte und beschäftigt 638 Mitarbeiter.

## Organisationsstruktur
Die Sparkasse Göttingen ist eine Anstalt des öffentlichen Rechts. Rechtsgrundlagen sind das Niedersächsische Sparkassengesetz und die durch den Zweckverband Sparkasse Göttingen als Träger der Sparkasse erlassene Satzung. Organe der Sparkasse sind der Vorstand und der Verwaltungsrat.

## Sparkassen-Finanzgruppe
Die Sparkasse Göttingen ist Teil der Sparkassen-Finanzgruppe und gehört damit auch ihrem Haftungsverbund an. Er sichert den Bestand der Institute und sorgt dafür, dass sie auch im Fall der Insolvenz einzelner Sparkassen alle Verbindlichkeiten erfüllen können. Die Sparkasse vermittelt Bausparverträge der regionalen Landesbausparkasse, offene Investmentfonds der Deka und Versicherungen der VGH Versicherungen. Im Bereich des Leasing arbeitet die Sparkasse Göttingen mit der  Deutschen Leasing zusammen. Die Funktion der Sparkassenzentralbank nimmt die Nord/LB wahr.

## Geschichte

### Städtische Sparkasse zu Göttingen
Die Geschichte der heutigen Sparkasse Göttingen geht auf das Jahr 1801 zurück. Damals wurde die erste öffentlich-rechtliche Sparkasse vom städtischen Senator Justus Christoph Grünewald errichtet. Zunächst waren die Räume der jungen Sparkasse fachlich wie räumlich mit der Stadtkämmerei verbunden. Dieses änderte sich erst im Jahre 1877, als die Sparkasse mit dem Leihhaus der Stadt vereinigt wurde und in den Folgejahren die ersten eigenen Geschäftsräume beziehen konnte. Im weiteren Verlauf konnte sich die Sparkasse gut entwickeln und so konnten in den Jahren 1928 bis 1930 die ersten Zweigstellen eröffnet werden.

### Kreissparkasse Göttingen
Die ersten Vorgängerinstitute der Kreissparkasse gründeten sich im Jahre 1857 (“Spar-Casse zu Reinhausen”) und 1870 (“Spar- und Leihkasse für das Amt Göttingen”). In den Jahren 1928–1930 konnten ebenfalls die ersten Geschäftsstellen eröffnet werden. Im Jahr 1931 kam es schließlich zur Fusion der Sparkasse des Landkreises Göttingen zu Göttingen mit der Sparkasse des Landkreises Göttingen zu Reinhausen. Die fusionierte Sparkasse erhielt den Namen Kreissparkasse Göttingen.
Zur Fusion der beiden Häuser kam es schließlich im Jahr 1990. 

### Sparkasse Münden
Im Jahre 2020 nahm die Sparkasse Göttingen die Sparkasse Münden auf.